# 2160p
2160pは、ディスプレイ・動画の解像度などで用いられる用語で、画面アスペクト比は16:9で、有効垂直解像度2160本かつ、順次走査の動画を指す略称である。UHDTV（超高精細テレビ）における4K解像度のことで、国際電気通信連合（ITU）では4K UHDTVとされている。通称「4K」「4Kテレビ」「4K UHD」。
正方形比率ピクセルにおいて3840×2160、8.2メガピクセル（829万4400画素）の動画となる。つまり、現行最も使われる1080pの縦横それぞれ2倍、総数では4倍の画素数である。前述のようにUHDTVやスーパーハイビジョンに含まれる映像規格の一つ。
2160pは放送用途で利用されることが多く、地上波を利用した実験・試験放送は、韓国では2012年9月からおこなわれている。ネットによる配信は米国で本格的に行われている。日本では日本の放送規格・ISDBで行われることが決まっているが、それより前の2014年6月2日にDVB-S方式やRF方式、IP方式により試験放送が開始された。4Kテレビは2013年に、日本で3万1000台、アメリカで5万7000台販売された。以前はHDMIによる伝送は30pまでだったが、2013年9月4日に60pまで対応のHDMI 2.0が発表された。

## ITUとDCIにおける4K
国際電気通信連合（ITU）が4Kとして定めた唯一の規格である。しかし4K2Kや4Kには、大手映画制作会社が加盟するデジタルシネマの規格を決めるDCIが定めた4096×2160（17:9, 1.90:1）が含まれる、いわゆる「映画の4K」である。そのDCIの4Kには更に別の解像度がある。そのため2160pは4Kの複数ある規格の一つにすぎない。つまり「4K」と表記があってもITUとDCIは別であり注意が必要である。
1080iの縦横それぞれ2倍、つまり総計4倍の画素数であり、DCIが定めた「映画の4K」よりも家庭向け、放送用途向けである。

## 名称
はじめに映像がITUによりITU-R BT-1769（2006）、SMPTEによりSMPTE 2036（2007）が規定された。これらには4320pが含まれる。
国際電気通信連合（ITU）においてはUHDTV（超高精細テレビ）に含まれる。2012年5月24日、2160PをUHDTVのうち4Kと呼ぶことが勧告された。そのため「4K UHDTV」「4K UHD」と呼ばれている。
UHDTVはUltra High Definition TeleVisionのことであり、「超高精細テレビジョン」、「超高精細テレビジョン放送」などと訳される。
総務省においては「超高精細映像 4K」もしくは「スーパーハイビジョン 4K」の呼称が用いられる。これは現行1080i（1920x1080）の放送を2Kと定義し、それを超えるものとして2160p（3840x2160）をスーパーハイビジョン4K、7680x4320をスーパーハイビジョン8Kと定義するものである。
ただし、NHK放送技術研究所が呼称しているスーパーハイビジョンは7680×4320でフレームレート120Pと定めているため、総務省呼称の「スーパーハイビジョン 4K」と必ずしも一致するものではない。
4Kの呼称ではなく、UHDTV Level1（超高精細テレビ レベル1）、UHDTV-1の呼称を使うべきとする団体も存在する。
画面解像度においては1080iの4倍の画素数からQuad HDまたはQFHDと呼ばれている。
4K2K、単に4Kとも呼ばれるがDCI 4Kと区別がつかないので使用には注意が必要である。

## フレームレート
120pがITUによる規格上の最大である。デジタルシネマカメラで撮影された映画は24pが主流である。放送業務用途では60pが主流となりつつあるが、家庭用4KテレビやカメラではHDMI1.4準拠で30pまでの対応とする機材も多い。
2013年9月12日、IBC2013でBBCなどが150pや300pによる映像を展示した。これにより映像のボケが改善される。

## 放送

### 日本
電波による4Kテレビ放送は日本のデジタル放送方式、ISDBで衛星基幹放送局（BS・110度CS）、DVB-S2（124/128度CS）により行われる予定。またケーブルテレビではRF方式、IP伝送による4K放送を開始する。
2013年5月7日、4K/8K放送の実現を目指す団体がキー局や通信会社などにより設立された。名称は次世代放送推進フォーラム、略称はNexTV-F。

#### 地上波
日本においては、現状NexTV-F上の発表資料に地上波での放送計画が示されておらず、地上波での放送は無い。

#### 124/128度CS
2014年6月2日13時から、放送免許を取得したNexTV-Fによっておこなわれる家庭向け4K試験放送のChannel 4Kが受信できる。
124/128度CSから送信され、DVB-S2方式、スクランブル暗号方式はスカパー!プレミアムサービスと同じであり、受信にはスカパープレミアムのアンテナとスカパーICカード、スカパー4K対応の受信機が必要である。テレビはHDCP 2.2対応でなければならない。
試験放送がこの時期に開始されたのは2014 FIFAワールドカップ中継を行うためであるが生中継は実施されず、日本対コートジボワール戦など主要な4試合の録画放送にとどまる。

#### ISDB
2160pは日本の放送規格・ISDBでは、ARIB STD-B32「デジタル放送における映像符号化、音声符号化及び多重化方式」2.2版改定において、2160P（60P）が追加されている。
2016年、リオデジャネイロオリンピックにあわせて、東経110度CS放送を使用した放送を開始予定。スカパー!は現在、右旋波を使用しているが、2016年度に左旋波用衛星が打ち上げ予定。
2020年、東京オリンピックにあわせて、スカパー!が使用している110度CS衛星の右旋波を使用した放送を開始予定。つまり2020年にはCS124/128度、CS110度左旋波右旋波で4Kテレビ放送が実施されていることになる。
CS110度左旋波、右旋波では8K（4320p）の放送も併せて開始される予定。
現行のBS/110度CS右旋波の場合、空きが無いためチャンネルを確保するのが難しく、地デジ難視聴地域向け放送が終了しても利用できるかは不透明である。新しく利用されるCS110度左旋波を受信するためには左旋円偏波対応BS・CSアンテナが必要。

#### ケーブルテレビ
2014年6月2日から、ジュピターテレコムが同軸伝送によるケーブルテレビ向け4K放送を開始する。またIP伝送による放送も開始する。Cannel 4Kとほぼ同じ内容になる。
ひかりTVは、2014年4月8日からビデオオンデマンドによるトライアルを開始している。10月からサービスを開始するが、シャープのAQUOS UD20シリーズにはSTBを内蔵しており、そのままで4K映像を楽しめる。
これら4方式（ISDB・DVB-S2・ジュピター・ひかりTV）のサービスに関連性はなく、それぞれのサービスに対応した、H.265でデコードするためのチューナーまたはSTBが必要である。

#### 伝送実験
放送が開始されるまでに、いくつかの伝送実験がおこなわれた。2012年10月20日、スカパーJSATは仙台市で行われたベガルタ仙台 対 浦和レッズの試合を生中継した。カメラはEOS-C500、圧縮はH.264、放送方式はDVB-S2の32APSK。最大120Mbpsで伝送。3840×2160（59.94p）。
2013年11月2日、スカパーJSATは、アリスの武道館コンサートをお台場シネマメディアージュまで伝送してパブリックビューイングを行った。使用されたカメラはカメラはEOS-C500（キヤノン）、CineAlta PMW-F55（ソニー）、GY-HMQ10（JVCケンウッド）。
2013年10月27日、大阪マラソンの生中継がケイ・オプティコムによって伝送された。圧縮ストリーミングを行ったエレメンタルによると、4K映像によるリアルタイムエンコーディング中継は世界初である。

### 韓国

#### 地上波
KBS・MBC・SBSは世界で初めての4Kテレビの本格放送を行っている。放送方式はDVB-T2、韓国66CH （700MHz帯）帯域幅6Mhz、KBS冠岳山送信所から100W（第二段階では最大1kW）。256QAM、20〜36.5mbps。LDPC1/2〜5/6。圧縮はHEVC。
第一段階は2012年10月9日から12月31日まで行われた。転送速度は35Mbps。また2013年1月には展示会CES2013においてデモンストレーション送信を行った。
第二段階は2013年5月10日から10月15日まで行われた。映像は30pから60pとなった。
2014年4月頃には、66チャンネルがKBS専用となり、MBCに52チャンネル、SBSに53チャンネルが割り当てられ実験放送を開始する。SBSは2014 FIFAワールドカップ中継、KBSとMBCは2014年アジア競技大会を中継する。またKBSによる冠岳山送信所と南山送信所のSFNによる送信も行われる。
2017年5月31日、KBS、MBC、SBSの地上波3局は、ソウル首都圏地域において世界で初めてとなる商用UHD放送を開始した。

#### ケーブルテレビ
2013年7月17日、韓国のケーブル放送局大手5社はケーブルテレビによる4K試験放送を開始した。これは世界初の家庭向け4K放送となる。チャンネル名はU-Max（ユーマックス）はホームチョイスにより運営され、CJハロービジョンなど主要なケーブルテレビに配信される。圧縮はHEVC、転送速度は32Mbps（または18Mbps）。30フレーム、4:2:0、音声 AC-3 256kbps。STBと4KテレビまたはLG電子のHEVCデコーダー内蔵4Kテレビで受信する。

#### 衛星放送
2014年6月2日10時15分にSkyUHDを開局して衛星放送を開始した。このチャンネルはKTスカイライフが運営するムグンファ6号から送信される無料の4Kテレビ放送である。
SkyUHDは6時間の番組を繰り返し24時間放送している状態だが、2015年頃までに1.3万円（12万ウォン）以下のチューナーの発売と3チャンネルへの拡大を目指す。

### 中国
2018年10月1日、中国中央テレビの4Kチャンネルが放送開始。さらに、広東テレビの4Kチャンネルは、2018年10月12日に放送された。

### フランス
欧州では4EVERが設立され、2012年から4Kを研究している。2013年、全仏オープンを中継伝送し、パブリックビューイングを行った。
2014年5月25日から2014年全仏オープンテニスを中継するため、フランスのTDFは4k映像を地上波で送信した。圧縮はH.265、放送方式はDVB-T2、26chにてエッフェル塔から1kWの出力。この放送は2015年1月まで行われた。

### デンマーク
2014年3月、DVB-T2方式、地上波UHFで伝送実験をした。

### アメリカ
アメリカのテレビ方式ATSC方式での4Kを検討。

### ロシア
2014年、ソチオリンピックの開会式を生中継する伝送実験を行った。30p、8ビットで26Mbps。H.265で生中継するのは世界ではじめてとしている。

## 4K収録テレビ番組
放送はUHD 4K、1080iだが、撮影はDCI 4K（4096×2160）で行われている場合が多い。

### 日本
4Kで収録された番組も増えてきている。2013年6月1日からBS-TBSでソニー CineAlta収録による『THE世界遺産4K PREMIUM EDITION』が4K収録されている。放送は2K（1080i）だが、4K収録のレギュラー番組としては日本初となる。
2012年春にRED EPIC-MならびにEpic-X2台で、深夜ドラマ「戦国バサラ ムーンライトパーティ実写版」を、5K/24Pならびに4K/24P収録、HD仕上げではあるがおそらく国内初でオフライン変換せずAdobe Premiere Pro を使ったRAWファイルのままでのオフライン編集＞DaVinci Resolveを使ったRAWファイルでのカラーグレイディング＞オンライン編集という流れで、11話の放送、そしてその後の劇場版として完成された。REDのテクニカルディレクションはRAWESOME!の伊藤格である。
2014年1月1日にはNHK初となる4Kで制作されたドラマ、『桜ほうさら』が放送された。なお、実際にはNHK総合テレビでハイビジョンに変換された上で放送された。
テレビ東京はテレビドラマ『ウルトラマンX』、『なぞの転校生』、『ウルトラマンオーブ』をRED EPICによる4K/5K収録、『ウルトラマンジード』、『ウルトラマンR/B』をRED EPIC-Wによる4K/24p収録で製作。
テレビ朝日はテレビドラマ『侍戦隊シンケンジャー』、『天装戦隊ゴセイジャー』、『警視庁失踪人捜査課』、『海賊戦隊ゴーカイジャー』、『烈車戦隊トッキュウジャー』、『動物戦隊ジュウオウジャー』をRED ONEによる2K/4K撮影、『特命戦隊ゴーバスターズ』、『獣電戦隊キョウリュウジャー』、『手裏剣戦隊ニンニンジャー』をRED EPICによる4K/2K撮影、『宇宙戦隊キュウレンジャー』、『快盗戦隊ルパンレンジャーVS警察戦隊パトレンジャー』をRED EPIC-Wによる4K/23.98p撮影で収録。

### 韓国
KBSはRED ONE、RED Epicにる収録で『ガクシタル』、『推奴』、『王女の男』を制作した。MBCはRED ONEによる収録で『アラン使道伝』を制作した。SBS EBSはソニー CineAlta F 65で数本の番組を収録した。

## ネット配信
アメリカではドラマや映画が有料で見られるネット配信が普及しており、そこで4K作品を配信する予定。H.265を内蔵したテレビが販売されており、テレビのみで視聴が可能だ。また大手配信会社は独自に4Kでドラマを制作している。ネットだけのために100億円の制作費を掛けたドラマ、ハウス・オブ・カードを含め2014年6月から配信が開始される。
またH.245と新しいストリーミング規格、MPEG‐DASH（Dynamic Adaptive Streaming over HTTP）を利用した伝送実験が世界で行われている。

## 撮影技術
2009年5月12日、ビクターはNHK技研と共同で世界初の3840×2160ライブ出力可能のビデオカメラを開発したと発表した。数カ月後のNHK放送技術研究所で展示された。2009年7月22日の日食には、このカメラで2160p生中継に成功している。このカメラは3840×2160の単板式CMOSをバイヤー配列（バイヤー配列）のカラーフィルターで補間演算し擬似的に2160P映像を出力できる。
2012年、JVCケンウッドはGY-HMQ10を発売した。世界初の肩載せではないビデオカメラ、また100万円を切るはじめての4Kビデオカメラである。2160P、フレームレートは60pまで撮影できるのが特徴（他に50p・24p）。3840×2160の単板式CMOSで撮影される。
GY-HMQ10は記録、伝送を1080Pにて縦横2×2の4分割で行なっている。つまり、4つのSDカード、4つのHDMI端子を使用している。後述の入力アダプター（THD-MBA1）を利用して東芝の4Kテレビに接続できる。
ソニー CineAlta PMW-F55、F65RSは4K収録に対応している。
デジタルシネマの向けの4Kカメラや一眼レフカメラでは4096×2160や2160pに対応している物もあり4K映像の収録に使用されている。映像記録や映像出力は単板CMOSからバイヤー配列の処理をする前のRAWデータのみとなっている。キヤノンEOS C500など。

## 著作権保護
日本の4Kテレビ放送では、HDMIが60Pまで対応したHDMI 2.0に加え、著作権保護規格のHDCP 2.2が必要である。Channel 4K開始にあわせ、2014年5月以降に発売された4Kテレビは60PかつHDCP 2.2となっているものがほとんどである。
Channel 4Kに対応していない4Kテレビに対して、ソニー、シャープ、LG電子はソフトウェアの更新で対応できない場合も基板交換でHDMI 2.0（60P）とHDCP 2.2対応となる無償サービスを行う。

## ディスプレイ・プロジェクタ・テレビ
- パナソニック
  - 2008年1月、150型プラズマディスプレイを開発[36]
- ソニー
  - TRIMASTER SRM-L560（2009年11月1日）[37]

別売りの入力アダプターで3G-SDI、HD-SDI、デュアルリンクHD-SDIに対応。
  - VPL-VW1000ES（2011年12月27日）[38] - プロジェクタ
  - VPL-VW1100ES（2013年12月5日）[39] - プロジェクタ

VPL-VW1000ESを4k60p（4:2:0）、HDCP2.2対応としたもの。VPL-VW1000ESからの有償アップデートにて同等品への機能追加が可能（2015年9月30日までの期間限定）。
  - VPL-VW500ES（2013年11月25日）[40] - プロジェクタ
  - BRAVIA KD-84X9000（2012年11月）[41]（4K放送対応アップデート対応）

上記2シリーズは2160p（30p/24p）までのみ入力。
  - BRAVIA KD-65X9200A/KD-55X9200A（2013年6月1日）[42]（4K放送対応アップデート対応）
  - KD-65X8500A/KD-55X8500A（2013年10月19日）（4K放送対応アップデート対応）

ファームウェア更新により、X9200AシリーズとX8500Aシリーズは、HDMI 2.0にアップデートされる（2013年以内）[43]。
- 東芝
  - REGZA 55X3（2011年11月）[44]
  - REGZA 55XS5（2012年5月）[45]
  - REGZA 84Z8X/65Z8X/58Z8X（2013年6月）[46]

上記3機種は別売りの入力アダプター（THD-MBA1（2012年3月30日）[47]）により2160p（60p/30p/24p）入力が可能だが、HDCP信号には非対応だった。その後、2014年6月に、同年秋から、基板交換によるアップグレードサービスを開始すると発表された[48]。
  - REGZA 84Z9X/65Z8X/58Z8X/50Z9X（2014年4月）[49]
  - REGZA 40J9X（2014年6月）[50]
  - REGZA 50Z10X/58Z10X/65Z10X（2014年10月）[51]

Z10Xシリーズからスカパープレミアムチューナーを内蔵、外付けハードディスクへの4K放送録画が可能となった。
- シャープ
  - PN-K321（2013年2月15日）[52]

IGZOパネルを採用した32型業務用液晶ディスプレイ。DisplayPortで60p、HDMI×1本で30p（2本で60p）の入力に対応。
  - ICC PURIOS LC-60HQ10（2013年2月20日）[53]

HDMI×1本で2160p（30p/25p/24p）の入力、HDMI×4本で2160p（60p/30p/24p）の入力に対応。
  - AQUOS LC-70UD1（2013年6月）/LC-60UD1（2013年8月）[54]（4K放送対応アップデート対応）

2160p（30p/25p/24p）までのみ入力。
- パナソニック
  - TH-L65WT600

HDMI 2.0（4:4:4入力）対応で60pまで対応。
- LG
  - LA9700（4K放送対応アップデート対応）

65/55型。
- HEVCデコーダ内蔵。HDMI 2.0

## ブルーレイディスクレコーダー
- ソニー
  - BDZ-EX3000（2012年10月13日）[55]
- パナソニック
  - DMR-BZT9300（2012年11月20日）
  - DMR-BZT9600（2013年11月20日）[56]

HDMI 2.0対応、世界初4K/60p/36bitまでアップコンバートして出力する。
- CyberLink
  - PowerDVD 13 Ultra/Pro/Deluxe（2013年4月2日）[57]

## ブルーレイディスクプレーヤー
- パナソニック
  - DMP-BDT330（2013年4月30日）[58]

## スマートフォン
- Liquid S2

Acerによる世界初4K動画撮影対応モデル。
- Samsung Galaxy Note 3
- Samsung Galaxy S5
- iPhone 8、iPhone X (HDMI出力の4K)
- Xperia SO-03F
- AQUOS ZETA SH-04F
- Xperia SOL25
- AQUOS SERIE SHL25
- isai FL LGL24
- Xperia Z5 Premium（英語版）

SONYによる世界初4K液晶搭載モデル。

## ケーブル
- HDMI 1.3以前

4K対応は行われていない(UHD BDのダウンコンバート再生やドルビーアトモス出力などは可能）。
- HDMI 1.4

2013年9月に4K30p対応が発表された。一部メーカーの独自規格で60p伝送しているものがあった。PlayStation 3はSCEの独自方式。
色信号を圧縮しない4:4:4入力に対応している機種もある。4:4:4/24bit、4K 30pまで対応している。
- HDMI 2.0

2013年9月に発表され、新たに60pまで対応した。HDRも対応。
色信号を圧縮しない4:4:4入力に対応している機種もある。4:4:4/36bitは4K 30pまで、4:4:4/24bitは4K 60pまで対応している。
- デジタルシリアルインターフェース

12G-SDI、6G-SDI、Quad-Link 3G-SDI。
- DisplayPort

## ゲーム・デバイス
- PlayStation 3 - フォトモードのみ。通常のゲームでは使われない。独自のHDMI規格。
- PlayStation 4 - 主にBlu-ray Discのアップコンバート用など。PS4 Pro Enhancedゲームはネイティブ解像度が4K出力以下の場合がある。
- PlayStation 5
- Xbox One - One S以降。
- Xbox Series X/S - ネイティブ4K解像度のゲーム対応は原則Series Xのみ。
- Nintendo Switch 2 - TVモードのみ。
- Amazon Fire TV Stick 4K/4KMAX
- Windows 8.1以降のWindows

## 比較
「4K UHD」が2160pである。
| 1080p       | 1080p |
| 1080p (FHD) | 1080p |